# Sphagnum globicephalum
Sphagnum globicephalum är en bladmossart som beskrevs av C. Müller och Warnstorf 1911. Sphagnum globicephalum ingår i släktet vitmossor, och familjen Sphagnaceae. Inga underarter finns listade i Catalogue of Life.